# クリフハンガー (バンド)
クリフハンガー（Cliffhanger）は、オランダのプログレッシブ・ロック・バンドである。 

## 略歴
バンドは1993年にキーボード奏者のディック・ハイブーによって結成された。バンドは最初から、ジェネシス、イエス、キング・クリムゾン、ヴァン・ダー・グラフ・ジェネレーター、エマーソン・レイク・アンド・パーマーといったオールド・スクールの伝統に基づく音楽を演奏することに決めていた。また、重要だったのは、モーグ・タウラス・ベースペダル、ハモンドオルガン、モーグ・シンセサイザー、リッケンバッカーのベースといった「ビンテージ楽器」の使用であった。
1995年に彼らのデビュー・アルバム『コールド・スティール』が光を放ち、1年後、よりコンセプトのある内容へと接近した2枚目のアルバム『Not to be or Not to be』が続いた。3枚目のアルバム『Mirror Site』の後、バンドは1年半にわたって分裂することとなった。その間、前作に未収録だった曲のライブ・レコーディングを収録した『Hope and Despair』がリリースされた。
1999年にバンドが再結成された。翌年、最後のアルバム『Circle』をリリース。しかし、音楽性の違いのため、バンドは再び分裂することとなった。ディック・ハイブーは、新人のマーク・ヴァーミュール (Mark Vermeule)を加えたクリフハンガーの全メンバーと「Novox」と呼ばれるソロ・プロジェクトを進めることにし、2004年に『Novox』というアルバムがリリースされた。ベーシストのハイス・クープマンと、ギタリスト/ボーカリストのリニー・ハウファンは、後にナイト・エリアに参加した。
2011年、創設メンバーのディック・ハイブーは、1993年から2001年までのすべてのデモ、さまざまなライブ・コンサート、アウトテイクを収録したオーディオDVD『Dug Out Alive』に取り組んだ。
2013年に、彼らのデビュー・アルバム『コールド・スティール』が、オランダのレーベル「Freia Music」からボーナストラックとともに再発された。

## メンバー
- リニー・ハウファン (Rinie Huigen) - ボーカル、ギター
- ディック・ハイブー (Dick Heijboer) - キーボード
- ハイス・クープマン (Gijs Koopman) - ベース、モーグ・タウラス・ベースペダル
- ハンス・ブーンク (Hans Boonk) - ドラム

## ディスコグラフィ

### スタジオ・アルバム
- 『コールド・スティール』 - Cold Steel (1995年、SI Music)
- Not to be or Not to be (1996年、Musea)
- Mirror Site (1997年、Musea)
- Circle (2000年、Musea)
- Novox (2004年、Musea) ※Novox名義

### ライブ・アルバム
- Hope and Despair (1998年、LaBraD'or)

### 参加オムニバス・アルバム
- The Reading room (2000年、LaBraD'or) ※「Getting The Picture」を収録

### オーディオDVD
- Dug Out Alive 1993–2001 (2011年、Independent)